# Sauerbruch Hutton

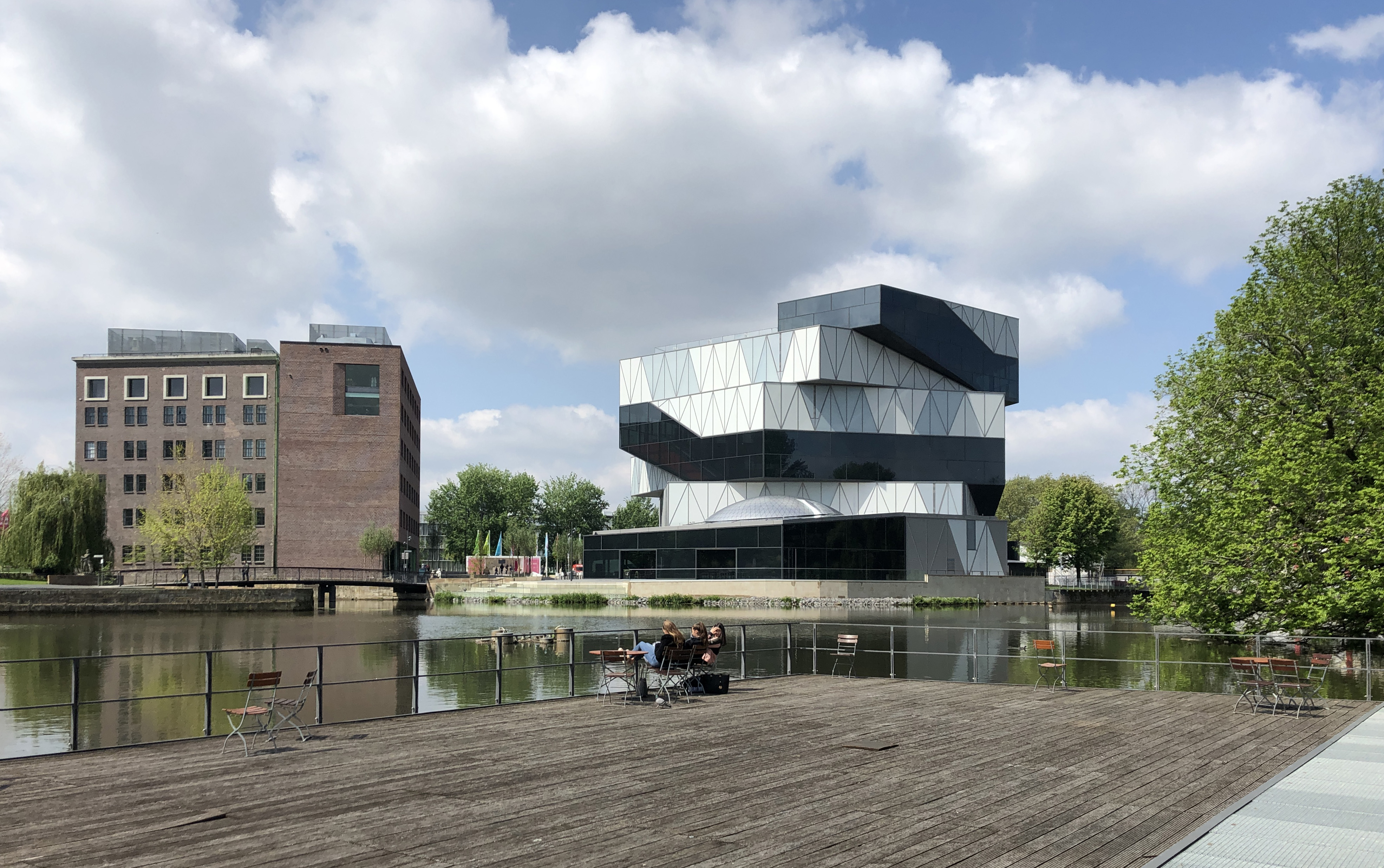
Experimenta Heilbronn

Sauerbruch Hutton ist ein internationales Büro für Architektur, Städtebau und Gestaltung in Berlin, das 1989 von Louisa Hutton und Matthias Sauerbruch in London gegründet wurde und heute in Berlin ansässig ist.

## Architektur
Zu den bekanntesten Gebäuden aus über 30 Jahren Entwurfstätigkeit zählen die GSW-Hauptverwaltung in Berlin, das Umweltbundesamt in Dessau und das Museum Brandhorst in München. Projekte für private und öffentliche Bauherren entstehen in ganz Europa. Zuletzt wurden das Science Centre Experimenta in Heilbronn und das Museumsquartier M9 in Venedig Mestre eröffnet.
Das Büro wird von 16 Partnern und 14 Assoziierten geleitet. 2025 arbeiten rund 100 Architekten, Gestalter, Techniker, Modellbauer und Verwaltungsangestellte in dem Büro.
Die Geschäftsführung üben Matthias Sauerbruch, Vera Hartmann und Juan Lucas Young aus.
Über die Arbeit des Architekturbüros wurde 2013 der Dokumentarfilm Sauerbruch Hutton Architekten, Buch und Regie Harun Farocki, in der Reihe Duisburger Filmwoche 37, im November 2013 bei 3sat, gezeigt. Der Film begleitet die Entwicklung von sechs Projekten im Berliner Büro von Sauerbruch Hutton.

## Bauwerke (Auswahl)
- Photonikzentrum, Berlin, 1998
- GSW-Hochhaus, Berlin, 1999
- Umweltbundesamt, Dessau, 2005
- Museum Brandhorst, München, 2009

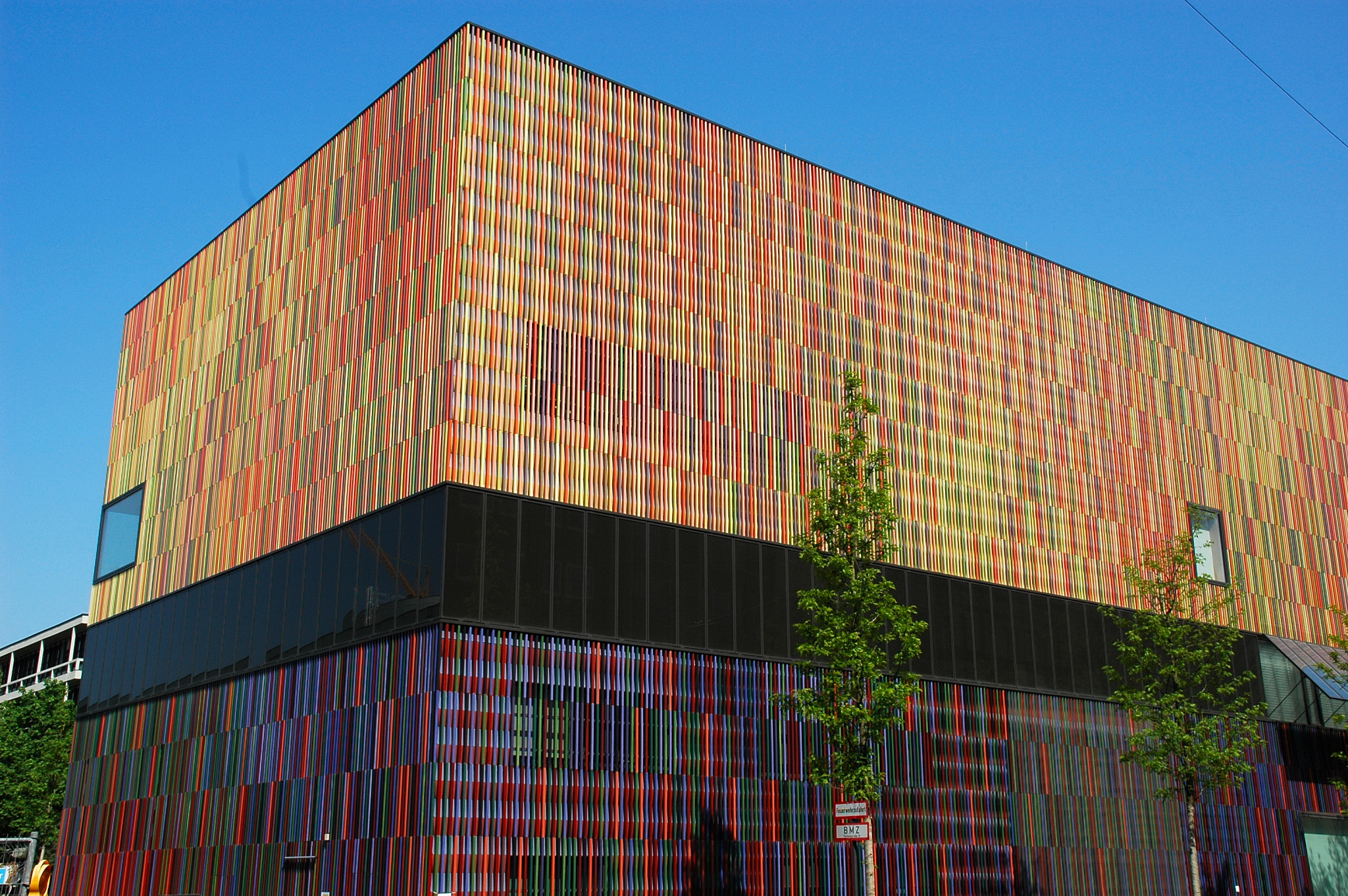
Museum Brandhorst

- KfW Westarkade, Frankfurt am Main, 2010
- ADAC-Zentrale, München, 2012
- Immanuel-Kirche und Gemeindezentrum, Köln, 2013
- Behörde für Stadtentwicklung und Umwelt, Hamburg, 2013
- Alea 101, Berlin, 2014
- Studierendenwohnheim ''Woodie'', Hamburg, 2017
- Museumsquartier M9, Venedig Mestre, 2018
- Experimenta, Heilbronn, 2019
- Berlin Metropolitan School, Berlin, 2020
- Hauptsitz für Médecins sans Frontières, Genf, 2022

## Möbel

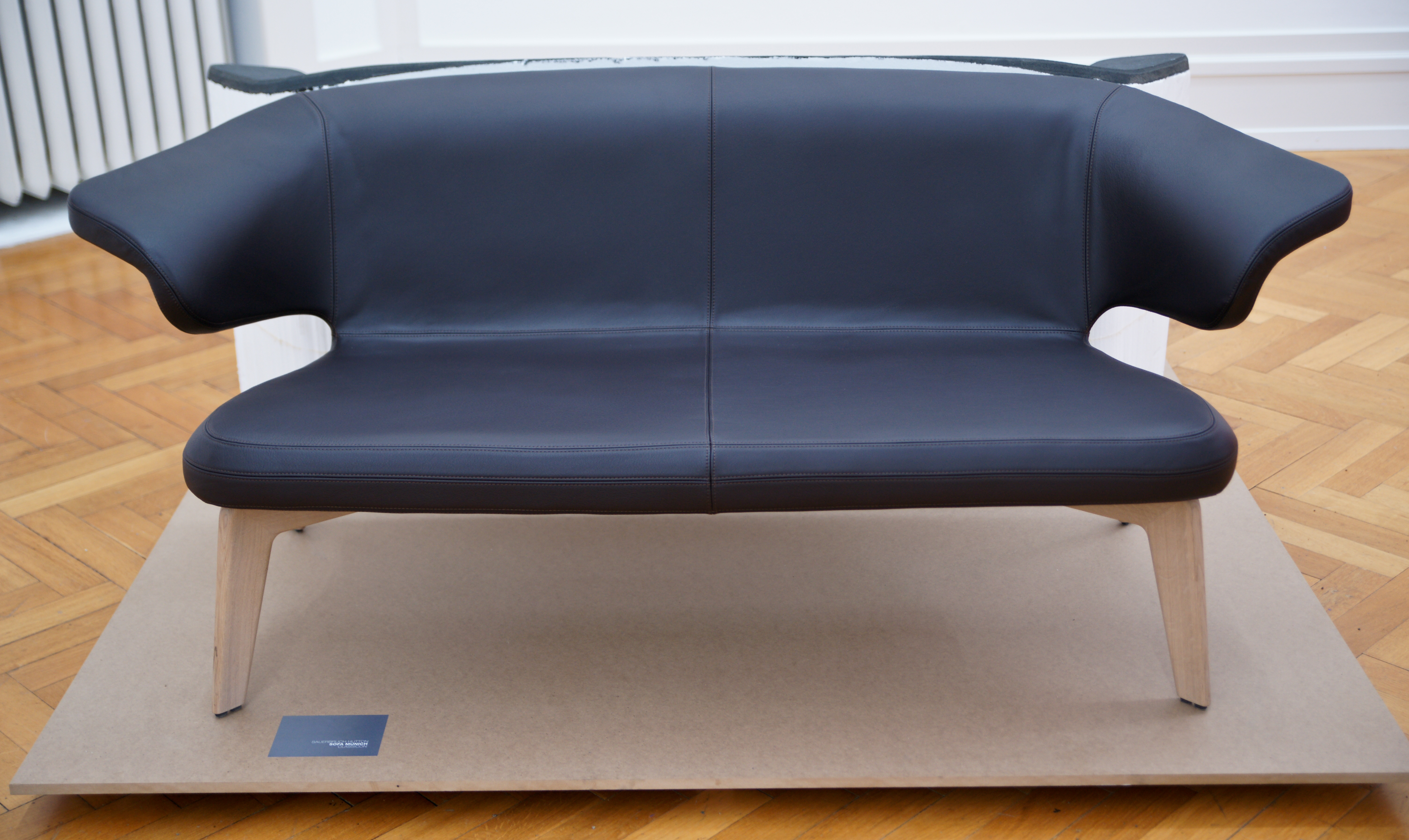
Sofa Munich

Für das Museum Brandhorst in München gestalteten Sauerbruch Hutton Munich Armchair und Munich Lounge Chair her, denen 2011 ein Munich Sofa folgte. Der Munich Lounger gewann Anfang 2011 den Interior Design Award der IMM Köln.

## Ausstellungen (Auswahl)
- WYSIWYG, Wanderausstellung, 1999
- 1234 – Die Architektur von Sauerbruch Hutton, Pinakothek der Moderne, München, 2006
- How Soon Is Now, Galerie Judin, Berlin, 2014
- Oxymoron, Architekturbiennale Venedig, 2018
- draw love build - l’architettura di sauerbruch hutton, M9, Venedig-Mestre, 2021
- drawing in space, Tchoban Foundation - Museum für Architekturzeichnung, Berlin, 2024
- draw love build / sauerbruch hutton tracing modernities, Akademie der Künste, Berlin, 2024/2025

## Auszeichnungen (Auswahl)
- 1998 Erich-Schelling-Architekturpreis
- 2001 Deutscher Fassadenpreis für vorgehängte hinterlüftete Fassaden für das GSW-Hochhaus, Berlin[5]
- 2003 Fritz-Schumacher-Preis
- 2013 Gottfried-Semper-Architekturpreis[6]
- 2015: Deutscher Architekturpreis für die Immanuel-Kirche (Köln-Flittard/Stammheim) und das Gemeindezentrum (Evangelische Brückenschlag-Gemeinde) in Köln-Stammheim[7] und der Deutsche Holzbaupreis.
- 2019: Deutscher Holzbaupreis für das Studierendenwohnheim „Woodie“ in Hamburg
- 2020: The Plan Award für das Museumsquartier M9 in Venedig Mestre